# Klaus Lubina
Klaus Lubina (* 1942 in Erfurt) ist ein deutscher Gebrauchsgrafiker.

## Leben und Werk
Lubina absolvierte von 1958 bis 1961 eine Lehre als Schriftsetzer. Von 1962 bis 1964 studierte er an der Fachschule für Angewandte Kunst, der späteren Fachschule für Werbung und Gestaltung Berlin-Oberschöneweide (FSWG), und von 1965 bis 1968 an der Hochschule für Grafik und Buchkunst Leipzig. Von 1968 bis 1970 arbeitet er als verantwortlicher Grafiker im Staatsverlag der DDR. Danach war er freischaffend als Gebrauchsgrafiker in seinem Wohnort Schöneiche tätig. Er schuf u. a. Umschlag- und Einbandentwürfe für den Henschelverlag Kunst und Gesellschaft, den Kiepenheuer-Verlag Leipzig und Weimar und den Verlag für Bauwesen und entwarf Plakate. Für Henschel schuf er u. a. den Reihenentwurf für die Buchreihe Dialog. Zu seinen bekanntesten Arbeiten gehörte 1968 das Plakat Johannes Gutenberg – Erfinder der Buchdruckkunst, eine Auftragsarbeit des Rates der Stadt Leipzig anlässlich der Gutenberg-Ehrung. Außerdem war Lubina Fachlehrer für Visuelle Gestaltung an der FSWG.
Nach dem Putsch in Chile 1973 beteiligte er sich an der vom Verband Bildender Künstler der DDR (VBK) organisierten Grafik-Solidaritätsaktion „Helft Chile“. Er war bis 1990 Mitglied des VBK  und gehörte dessen Arbeitsgruppe Plakat an. 1979 wurde im Wettbewerb Schönste Bücher der DDR ein von Lubina gestaltetes Buch ausgezeichnet.
Nach der deutschen Wiedervereinigung arbeitete Lubina als Gebrauchswerber für Verlage, Organisationen und Unternehmen. U. a. gestaltete er für den Springer-Verlag Buchumschläge für mehrere Fachbücher.
In seinem Wohnort beteiligte sich Lubina aktiv an den Bürgerprotesten gegen den Flughafen BER, vor allem ab 2011 mit der Gestaltung von „ironischen, sarkastischen und vor allem entlarvenden Grafiken“, u. a. für Plakate und Postkarten.
Mit Schulkindern entwarf er die Bilder für die Gestaltung der 2018 eingeweihten Nordfassade der Sigmund-Jähn-Grundschule Fürstenwalde.

## Ausstellungen (unvollständig)

### Einzelausstellungen
- 2011: Blankenfelde, Alte Aula (Protestplakate)[4]
- 2011: Schöneiche, Kulturgießerei („Oberlänge, Unterlänge. Durchschuss. Schrift ist immer dabei“)[5]
- 2017: Potsdam, Landtag (Karikaturen und Fotomontagen zum BER)[2]

### Teilnahme an Gruppenausstellungen
- 1967/1968: Dresden, VI. Deutsche Kunstausstellung
- 1976, 1979 und 1982: Berlin, Bezirkskunstausstellungen
- 1978: Berlin, Ausstellungszentrum am Fernsehturm („Brecht im Plakat. Bertolt-Brecht-Ehrung der Deutschen Demokratischen Republik“)
- 2014: Leipzig, Hörsaal 2 der Universität Leipzig („II. Internationale Plakatausstellung Leipzig 2014. Internationale Plakate anlässlich des Ausbruches des I. Weltkrieges“)[6]